# پیام‌بورنو (صائم بی‌لی)
پیام‌بورنو (به ترکی استانبولی: Payamburnu) یک منطقهٔ مسکونی در ترکیه است که در صائم‌بیلی واقع شده‌است.